# Кислинська сільська рада
Кислинська сільська́ ра́да — колишня адміністративно-територіальна одиниця та орган місцевого самоврядування в Маньківському районі Черкаської області. Адміністративний центр — село Кислин.

## Загальні відомості
- Населення ради: 546 осіб (станом на 2001 рік)

## Населені пункти
Сільській раді були підпорядковані населені пункти:
- с. Кислин

## Склад ради
Рада складалася з 12 депутатів та голови.
- Голова ради: Оларь Тетяна Миколаївна
- Секретар ради: Міняйло Людмила Василівна

### Керівний склад попередніх скликань
| Прізвище, ім'я, по батькові | Основні відомості                                                         | Дата обрання | Дата звільнення |
| --------------------------- | ------------------------------------------------------------------------- | ------------ | --------------- |
| Кравчук Любов Андріївна     | Сільський голова, 1955 року народження                                    | 26.03.2006   | 31.10.2010      |
| Оларь Тетяна Миколаївна     | Сільський голова, 1967 року народження, освіта вища, член Партії регіонів | 31.10.2010   |                 |

Примітка: таблиця складена за даними сайту Верховної Ради України

### Депутати
За результатами місцевих виборів 2010 року депутатами ради стали:

#### За суб'єктами висування
| Суб'єкт висування           | Кількість обраних депутатів | %    |
| --------------------------- | --------------------------- | ---- |
| Самовисування               | 7                           | 58,3 |
| Комуністична партія України | 2                           | 16,7 |
| Народна партія              | 2                           | 16,7 |
| Партія регіонів             | 1                           | 8,3  |

#### За округами
| № округу                    | Прізвище, ім'я, по батькові        | Дата визнання обраним | Освіта             | Партійна приналежність            | Відомості про обраного депутата                    |
| --------------------------- | ---------------------------------- | --------------------- | ------------------ | --------------------------------- | -------------------------------------------------- |
| Комуністична партія України |                                    |                       |                    |                                   |                                                    |
| 9                           | Ковальський Григорій Володимирович | 02.11.2010            | середня            | член Комуністичної партії України | пенсіонер                                          |
| 11                          | Діхтяренко Петро Андрійович        | 02.11.2010            | вища               | член Комуністичної партії України | пенсіонер                                          |
| Народна Партія              |                                    |                       |                    |                                   |                                                    |
| 5                           | Дубовенко Володимир Захарович      | 02.11.2010            | середня            | позапартійний                     | тимчасово не працює                                |
| 12                          | Пащенко Наталія Арсентіївна        | 02.11.2010            | вища               | член Народної партії              | фермерське господарство «Пащенка», бухгалтер       |
| Партія регіонів             |                                    |                       |                    |                                   |                                                    |
| 1                           | Шинькова Світлана Андріївна        | 02.11.2010            | вища               | член Партії регіонів              | Кислинська загальноосвітня школа І-ІІ ст., вчитель |
| Самовисування               |                                    |                       |                    |                                   |                                                    |
| 2                           | Міняйло Людмила Василівна          | 02.11.2010            | середня спеціальна | позапартійна                      | Кислинська сільська рада, секретар                 |
| 3                           | Бурла Сергій Олександрович         | 02.11.2010            | вища               | позапартійний                     | Кислинська загальноосвітня школа І-ІІ ст., вчитель |
| 4                           | Грабова Катерина Іванівна          | 02.11.2010            | середня спеціальна | позапартійна                      | Кислинська бібліотека, бібліотекар                 |
| 6                           | Патлачук Віктор Артемович          | 10.01.2011            | середня            | позапартійний                     | тимчасово не працює                                |
| 7                           | Кипа Віктор Петрович               | 02.11.2010            | вища               | позапартійний                     | Кислинська сільська рада, бухгалтер                |
| 8                           | Грабовий Віталій Степанович        | 10.01.2011            | середня            | позапартійний                     | тимчасово не працює                                |
| 10                          | Кравчук Любов Андріївна            | 02.11.2010            | середня спеціальна | позапартійна                      | Кислинська сільська рада, сільський голова         |

## Природно-заповідний фонд
На землях сільради розташовано гідрологічний заказник місцевого значення Кислинський.